# Bolotne, Djankoi
Bolotne (în ucraineană Болотне) este un sat în comuna Zaricine din raionul Djankoi, Republica Autonomă Crimeea, Ucraina.

## Demografie
Componența lingvistică a localității Bolotne
     Tătară crimeeană (44,41%)
     Rusă (44,41%)
     Ucraineană (8,22%)
Conform recensământului din 2001, nu exista o limbă vorbită de majoritatea populației, aceasta fiind compusă din vorbitori de rusă (44,41%), tătară crimeeană (44,41%) și ucraineană (8,22%).